# Remetea (okręg Bihor)
Remetea (węg. Magyarremete) – wieś w Rumunii, w okręgu Bihor, w gminie Remetea. W 2011 roku liczyła 836 mieszkańców.